# مونتوبان
منطوبان أو منطلبان (بالفرنسية: Montauban؛ بالقسطانية: Montalban) هي بلدية فرنسية تقع في جنوب فرنسا في إقليم طرن وغارون في منطقة قسطانية (في منطقة البرانس الوسطى سابقا). وهي عاصمة للإقليم وتقع 31 ميلا (50 كيلومترا) إلى الشمال من طلوشة.
بنيت المدينة أساسا من الطوب المحمر، وتقف على الضفة اليمنى لنهر تارن في التقائه مع Tescou.

## التسمية
يعود أصل اسمها إلى لفظ «mons albanus» اللاتيني والذي يعني الجبل الأبيض.

## التاريخ

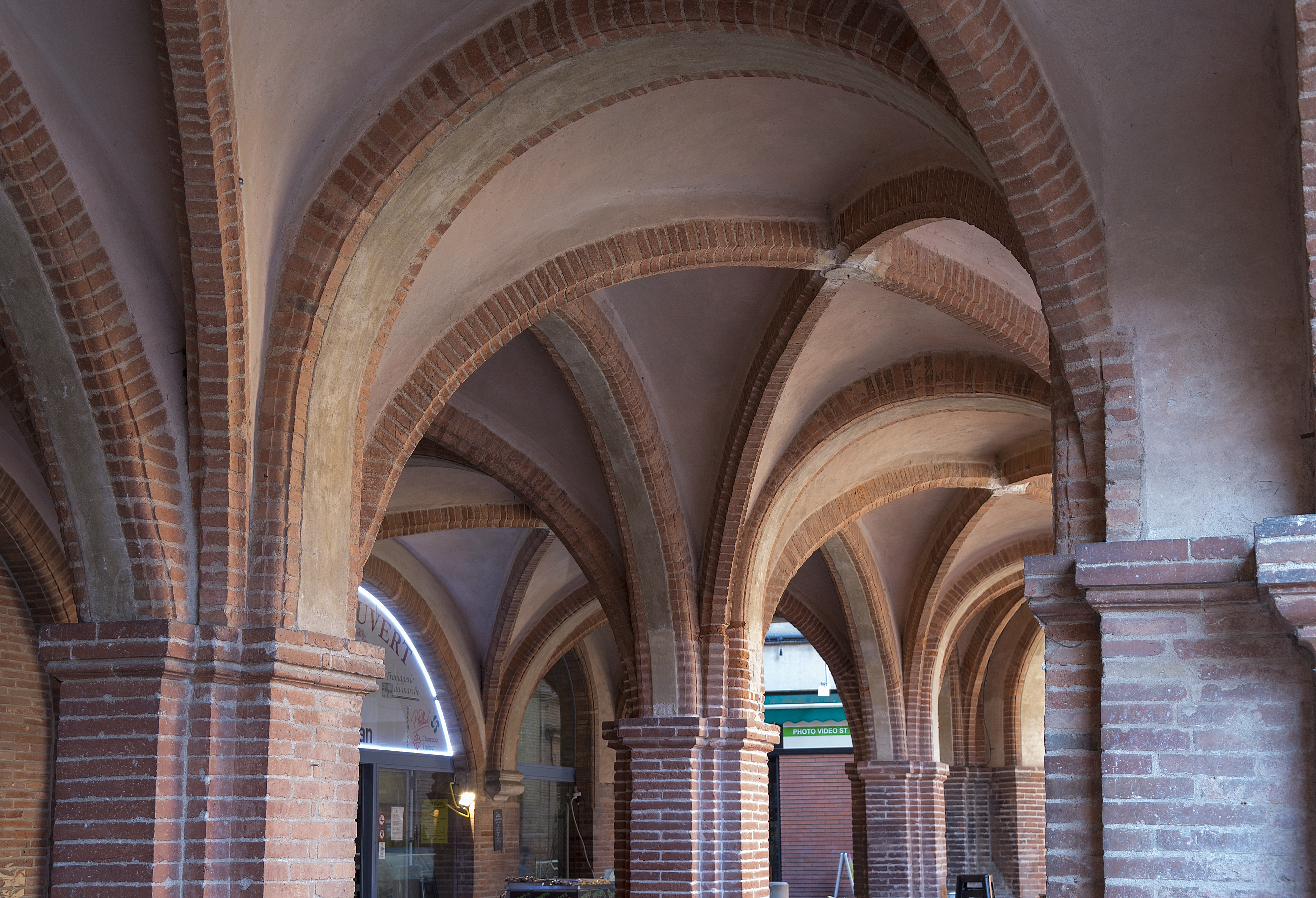
ممر في محل الوطني في مونتوبان

مونتوبان هي الثانية في القدم (بعد مونت دي مارسان) td  باستيدس  في جنوب فرنسا. يعود تاريخ تأسيسها حوالي 1144 عندما منح ذلك ألفونس جوردان، كونت تولوز، ميثاق ليبرالي. ووضع السكان بصورة رئيسية من Montauriol، وهي القرية التي قد نشأت حول الدير المجاورة لسانت Théodard.
في القرن 13th عانت المدينة كثيرا من ويلات حرب البيجان ومن الإستجواب، ولكن في 1317 أنها قد تعافت بما فيه الكفاية ليتم اختيارها من قبل يوحنا الثاني والعشرون بوصفها عاصمة أبرشية وأصبحت فيها كنيسة القديس Théodard الكاتدرائية.

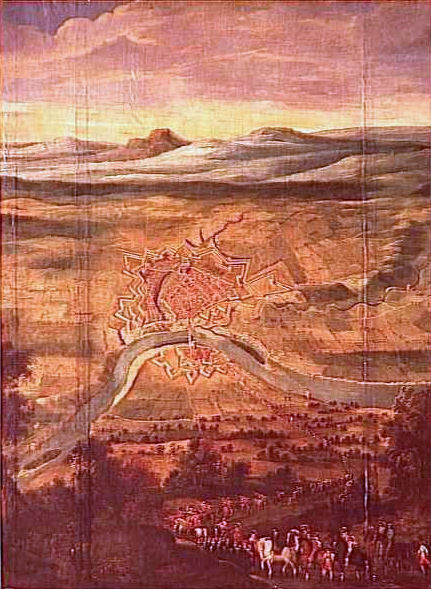
Redition of Montauban, 21 August 1629. Château de Richelieu.

## المعالم السياحية
سان نيكولاس دي لوس انجليس مقبرة هي في دائرة تارن وغارون. وتبعد 6 كيلومترات فقط عن مواساك مع الأديرة الشهيرة. أنها مدينة صغيرة مع شاتو بنيت من الطوب غير المألوف حيث أقام ريتشارد قلب الأسد حالما.

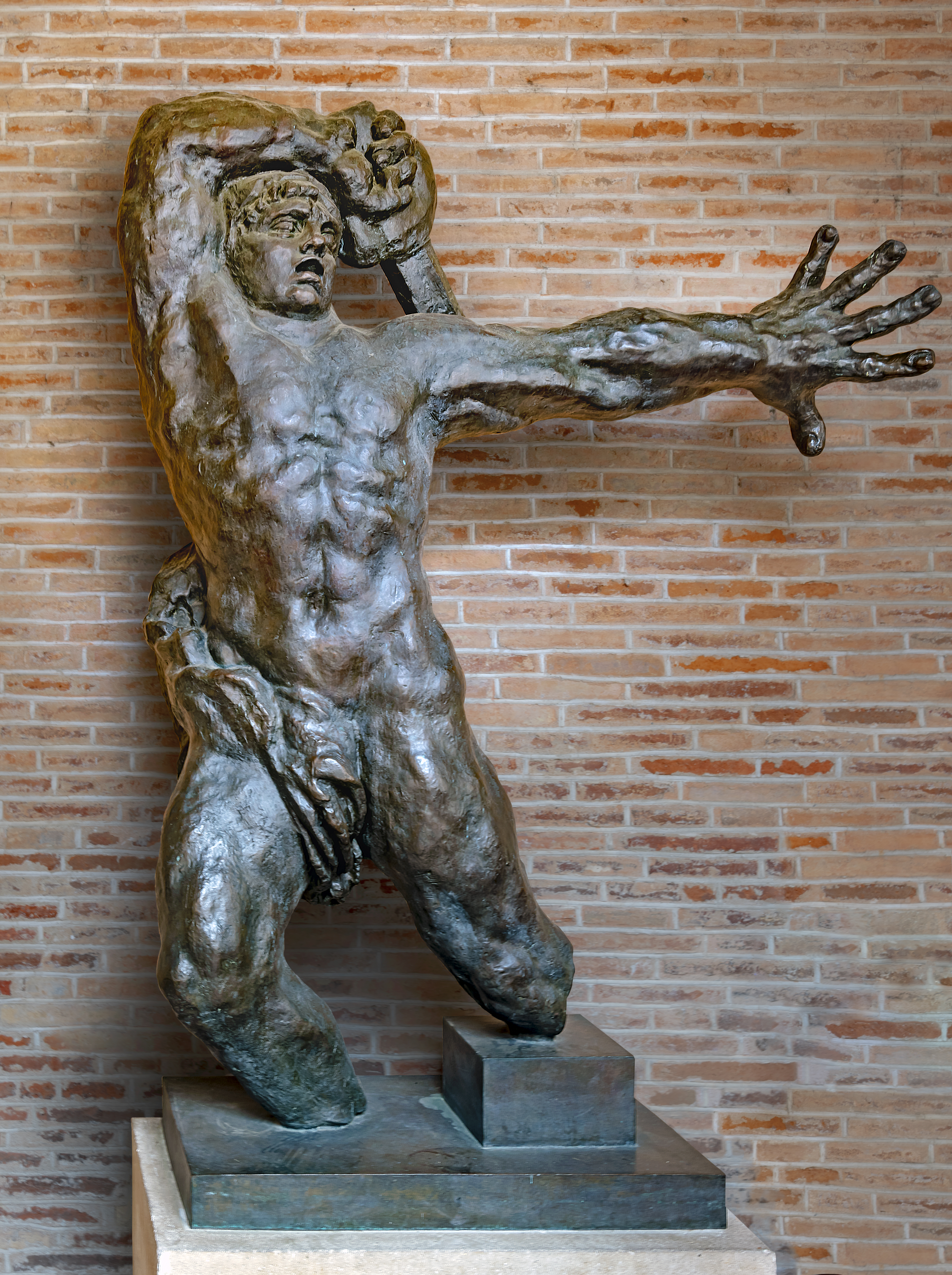
The Great Warrior of Montauban

## الاقتصاد
الأهمية التجارية للمونتوبان انما يرجع إلى التجارة في المنتجات الزراعية والخيول والدواجن، والقماش والنسيج والقماش، الملابس، وطحن الدقيق، نشر الخشب، وصناعة الأثاث، والحرير الشاش والقبعات المصنوعة من القش.
ولكن نظرا لقربها من تولوز الأساسيات الصناعية أرخص تكلفة فتنتج منتجات ميكانيكية كبيرة

## التركيبة السكانية
عدد السكان:
1906: المدينة، 16813؛ البلدية، 28688
1962: 41,002
1968: 45,872
1975: 48,028
1982: 50,682
1990: 51,224
1999: 51,855
2006: 55,927
2009: 45,000
مدينة كبرى:
2008: 60,075

## النقل
والبلدة هي تقاطع للسكك الحديدية، ومحطة غار دي مونتوبان-فيل-بوربون تساعد الاتصالات مع تولوز وبوردو وباريس، بريف-لا-غايلارد، مرسيليا وعدة وجهات إقليمية. مونتوبان يتصل مع غارون

## النصب التذكارى

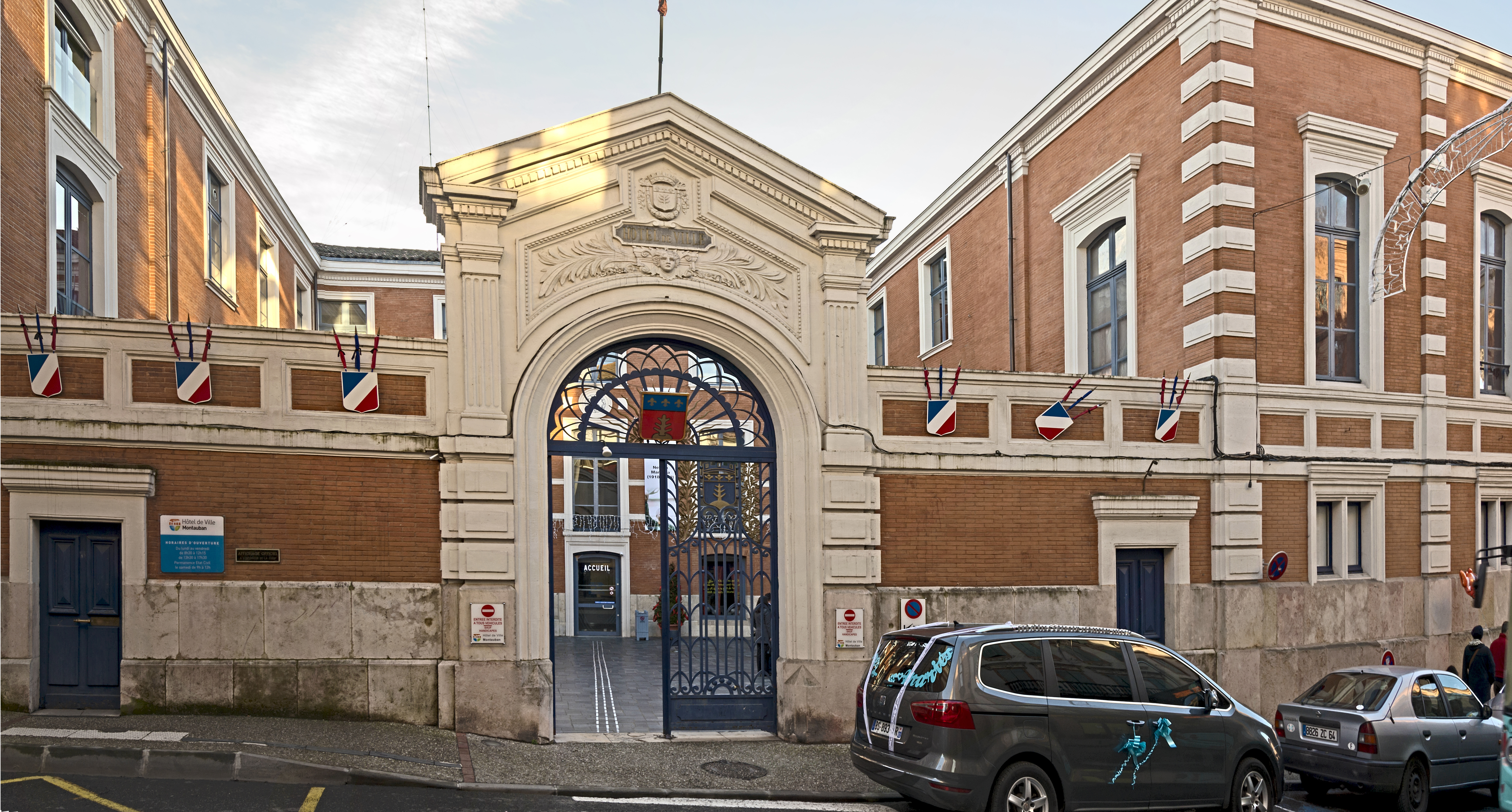
Town hall
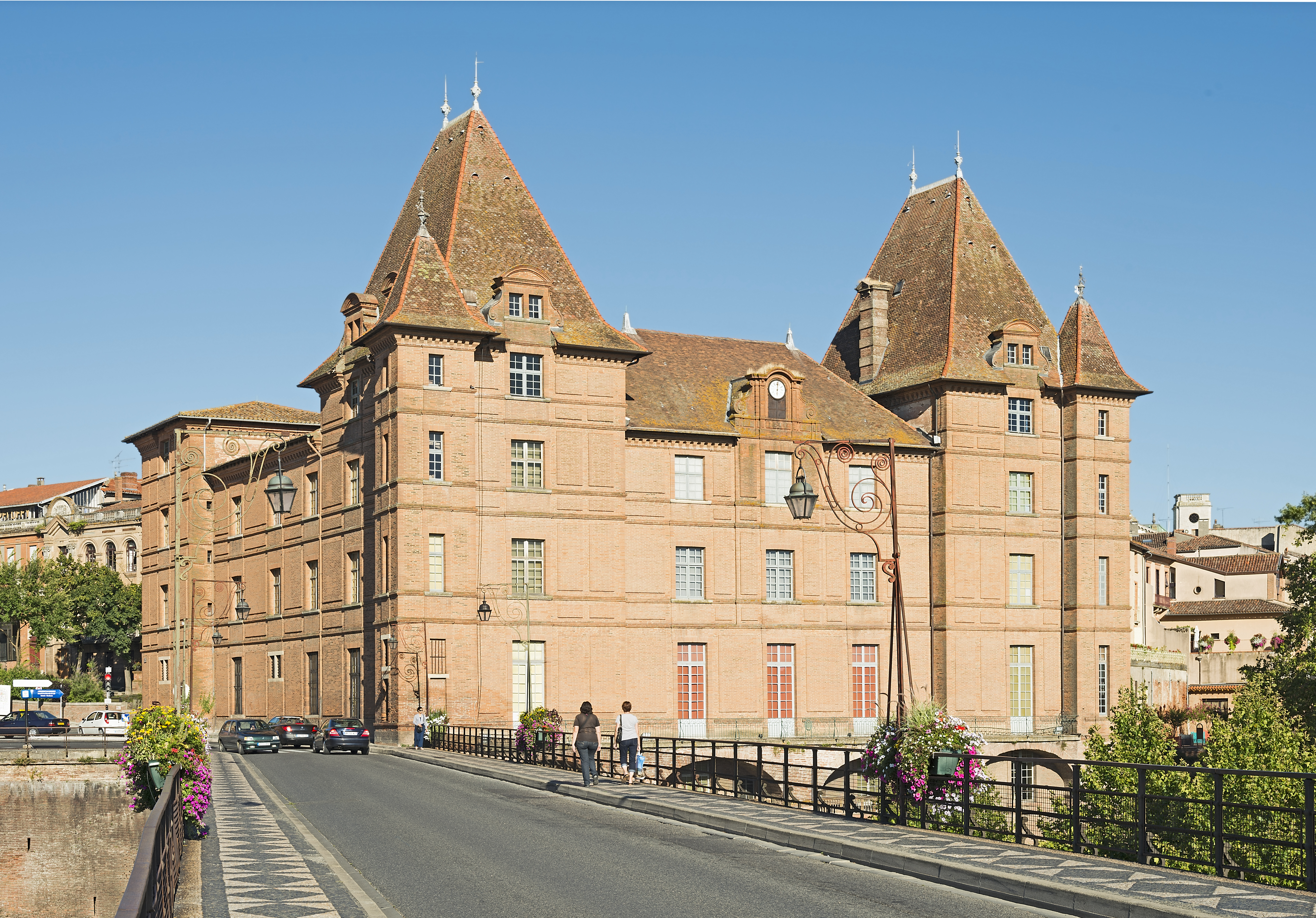
Ingres Museum
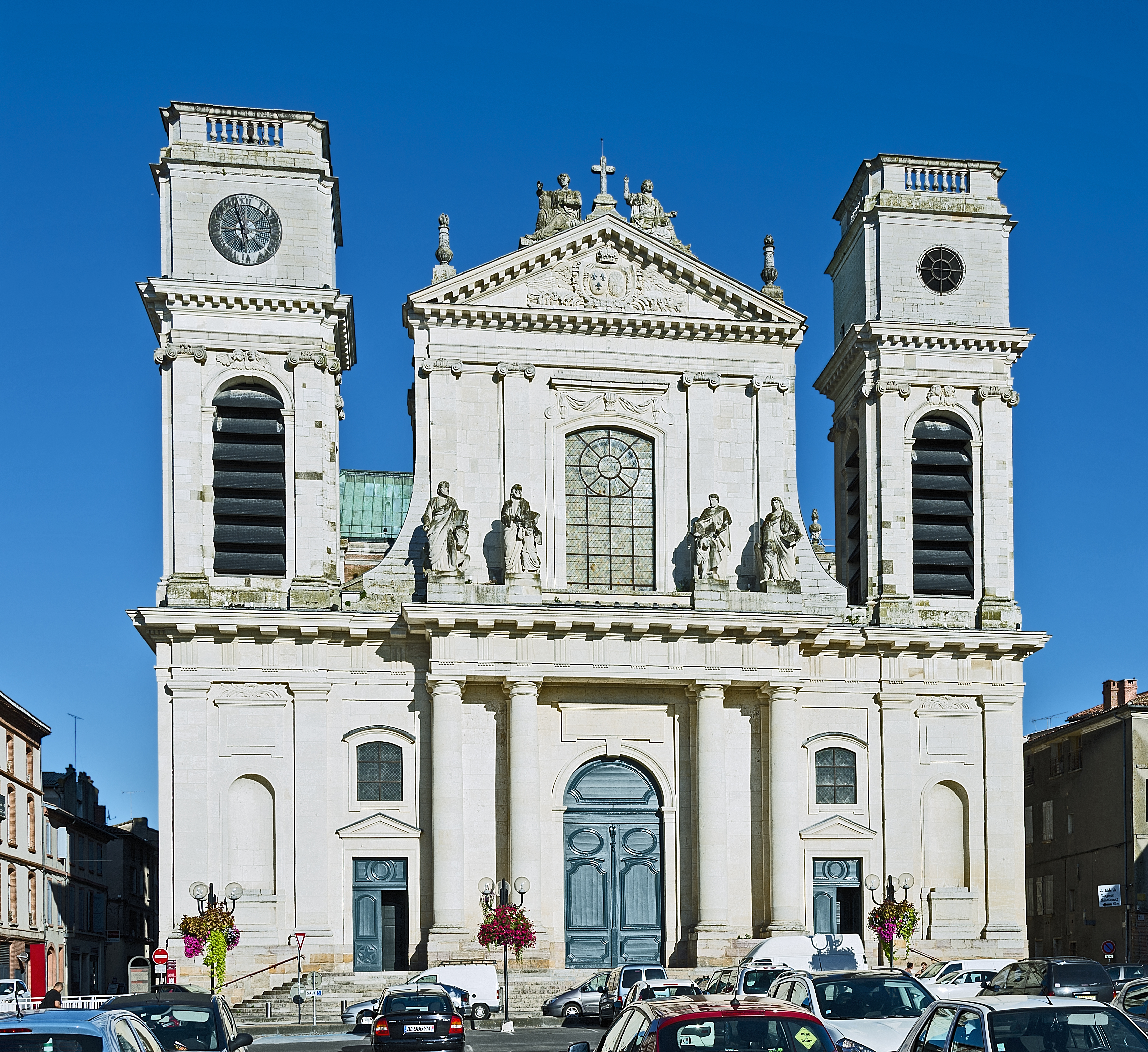
Cathedral

## وصلات خارجية
- Official website